# Michael Petković
Michael Petković (Perth, 16 juli 1976) is een Australische voetballer van Kroatische afkomst. Hij speelde van 2005 tot en met 2010 als doelman bij het Turkse Sivasspor.

## Clubvoetbal
Petković speelde in eigen land van 1995 tot 2002 voor South Melbourne FC. In 2002 vertrok hij naar Turkije, waar de doelman speelde voor Trabzonspor (2002-2005) en Sivasspor (2005-2010). Na zijn avontuur in Turkije keerde Petković terug naar Australië. Hier sloot Petković zijn carrière af bij Melbourne Victory.

## Nationaal elftal
Petković debuteerde in 2001 in het Australisch nationaal elftal. Hij behoorde tot de selectie van de Socceroos voor de FIFA Confederations Cup 2005. Petković behoorde tevens tot de selectie voor de Azië Cup 2007, het eerste Aziatische toernooi waaraan Australië deelnam na de overstap van de OFC naar de AFC in januari 2007. Petković vertegenwoordigde zijn vaderland eveneens op de Olympische Spelen 1996 in Atlanta.